# Salganea incerta
Salganea incerta es una especie de cucaracha del género Salganea, familia Blaberidae.

## Distribución
Esta especie se encuentra en Myanmar y China.